# Finanzierungskosten
Finanzierungskosten sind die mit einer Finanzierung verbundenen Kosten.

## Betriebswirtschaftslehre
Die Finanzierung ist eine betriebliche Funktion, bei deren Wahrnehmung Finanzierungskosten verursacht werden. Die Finanzierungskosten eines Unternehmens setzen sich aus den Kosten für die Nutzung von Eigenkapital und den Kosten für die Inanspruchnahme von Fremdkapital zusammen. Die Finanzierungskosten heißen in der Betriebswirtschaftslehre auch Gesamtkapitalkosten.

### Allgemeines
Die Gesamtkapitalkosten umfassen die Kosten der Eigen- und Fremdfinanzierung. Die Kosten der Eigenfinanzierung setzen sich aus Transaktionskosten für die Emission oder Börseneinführung von Aktien und aus fiktiven Kosten zusammen. Zu letzteren gehören die Opportunitätskosten des Eigenkapitals eines Gesellschafters für eine entgangene alternative Geldanlage. Diese Eigenkapitalkosten der Gesellschafter setzen sich aus einem risikofreien Zins (Opportunitätszins für eine risikofreie, entgangene alternative Geldanlage) und einer Risikoprämie zusammen. Die Risikoprämie stellt den Teil der Renditeerwartung des Gesellschafters dar, den er über den risikofreien Zins hinaus für das Unternehmerrisiko als Kompensation verlangt. Ausschüttungen, Dividenden oder Gewinnrücklagen sind hingegen keine Eigenkapitalkosten, sondern stellen eine Gewinnverwendung dar. Zu den Kosten der Fremdfinanzierung gehören insbesondere Zinsaufwendungen.

### Arten
Die Betriebswirtschaftslehre teilt die Finanzierungskosten in quantitative und qualitative Finanzierungskosten ein.
- quantitative Finanzierungskosten:
  - einmalige Kosten
    - Geldbeschaffungskosten (Maklerprovisionen bei Kreditvermittlung, Bereitstellungsprovisionen)
    - Kapitalbeschaffungskosten (Disagio, Kosten der Bestellung von Kreditsicherheiten, Börseneinführung, Emissionskosten)
    - Tilgungskosten (Kurssicherungskosten, Löschungskosten, Kosten für die Auslosung von Anleihen);

  - permanente Kosten
    - Zinsaufwand (Zinsen und ähnliche Aufwendungen, Überziehungsprovision)
    - Marktpflegekosten (Kurspflegekosten, Kosten der Hauptversammlung);
- qualitative Finanzierungskosten sind durch Wahrscheinlichkeitsrechnungen zu ermitteln:
  - Risiko der Nichtprolongation von Fremdkapital (Gefahr, dass Gläubiger und der Kapitalmarkt nicht zur Prolongation bereit sind)
  - Verlustrisiko (Gefahr der Eigenkapitalminderung durch Fremdkapitalkosten[4]).

Zwischen den qualitativen Finanzierungskosten und/oder zunehmender Kapitalüberlassungsdauer und/oder Zinsänderungsrisiko besteht eine positive Korrelation.

### Finanzierungskosten und Verschuldungsgrad
Aufgrund der Differenz zwischen Eigenkapital- und Fremdkapitalkosten sinken zunächst durch die Aufnahme des günstigeren Fremdkapitals die Gesamtkapitalkosten. Der Leverage-Effekt besagt in diesem Zusammenhang, dass mit steigendem Verschuldungsgrad sich die Eigenkapitalrentabilität bei Unternehmen verbessert, solange der Fremdkapitalzins unter der Gesamtkapitalrentabilität liegt. Dieser positive Leverage-Effekt macht sich bis Erreichen des optimalen Verschuldungsgrads positiv bemerkbar; der optimale Verschuldungsgrad wird jedoch überschritten, wenn der Anstieg der Gesamtkapitalkosten den positiven Effekt der Fremdkapitalaufnahme übersteigt.

### Kennzahlen
Die optimale Kapitalstruktur ist aus Sicht der Finanzierungskosten erreicht, wenn quantitative und qualitative Finanzierungskosten ein Minimum bilden. Finanzierungskosten gelten als Fixkosten, da sie beschäftigungsunabhängig anfallen. Im „Financial leverage“ wirken sie daher insbesondere bei (fremd)kapitalintensiven Betrieben als besonders belastend und verschlechtern die Gewinnschwelle bei sich verringerndem Beschäftigungsgrad. Der „Financial leverage“ (Kapitalhebel) beschreibt den Einfluss der Kapitalstruktur auf die Eigenkapitalrentabilität und drückt die Reagibilität der Nettogewinne (Bruttogewinn minus Zinsaufwand) auf eine Veränderung der Bruttogewinne aus:
{\displaystyle {\text{Financial leverage}}={\frac {{\text{Umsatzerlöse}}-{\text{variable Kosten}}-{\text{fixe Kosten}}}{{\text{Umsatzerlöse}}-{\text{variable Kosten}}-{\text{fixe Kosten}}-{\text{Zinsaufwand}}}}}
Der amerikanische Finanzwissenschaftler Nevins D. Baxter kam im September 1967 zu dem Ergebnis, dass mit zunehmender Verschuldung die Gefahr der Überschuldung steigt und damit das Insolvenzrisiko zunimmt. Die Gläubiger werden ihre Fremdkapitalzinsen bei zunehmendem Verschuldungsgrad erhöhen, was sich direkt auf die Kapitalkosten und damit den „Financial leverage“ auswirkt.
Die gewichteten Gesamtkapitalkosten des Weighted Average Cost of Capital (WACC) ist eine betriebswirtschaftliche Kennzahl, die die Eigenkapital- und Fremdkapitalkosten berücksichtigt und den Unternehmenswert als die Summe der Marktwerte des Fremd- und Eigenkapitals versteht:
{\displaystyle \ V=D+E}
wobei
{\displaystyle \ V} den Unternehmensgesamtwert,

{\displaystyle \ D} den Marktwert des Fremdkapitals und

{\displaystyle \ E} den Marktwert des Eigenkapitals

darstellen.

## Steuerrecht
Im Steuerrecht sind im Zusammenhang mit den Einkünften entstehende Finanzierungskosten als Werbungskosten im Sinne des § 9 Abs. 1 Nr. 1 EStG abzugsfähig.
Relevant für den Abzug ist vor allem der wirtschaftliche Zusammenhang mit den Einkünften. Im Veranlagungszeitraum, in dem die Finanzierungskosten abfließen, sind diese abzugsfähig. Das Abflussprinzip des § 11 EStG ist hier maßgebend.
Aufwendungen sind vor allem
- Schuldzinsen für Darlehen (aber auch Bereitstellungszinsen, Avalprovisionen, Kreditprovisionen etc.)
- Geldbeschaffungskosten eines Kredits (z. B. Abschlussgebühren, Kosten von Kreditvermittlern etc.)
- Kosten der Sicherheitenstellung (z. B. Notarkosten für die Grundschuldeintragung, Schätzgebühren etc.)
- Damnum oder Disagios

Bezüglich des Disagios ist zu berücksichtigen, dass dieses nicht gemäß dem Abflussprinzip steuerlich geltend gemacht werden darf, sondern über die Laufzeit des Kredites verteilt wird.

### 2-Konten-Modell
Bei Einkommen aus selbständiger Tätigkeit wird oftmals versucht, aus privaten (nicht absetzbaren) Schuldzinsen betriebliche (absetzbare) Finanzierungskosten zu machen. Hierzu dient das 2-Konten-Modell. Dabei werden betriebliche Kosten auf ein Bankkonto gebucht, die Einnahmen jedoch als Entnahmen auf ein privates Konto. Während die Privatentnahmen zur Tilgung privater Kredite verwendet werden, sind die Zinsen auf das geschäftliche Konto Finanzierungskosten und damit absetzbar. Um dieses Steuerschlupfloch zu schließen, wurde das BMF-Schreiben vom 22. Mai 2000 IV C 2 – S 2144–2160/00 erlassen.

### Gesellschafter-Fremdfinanzierung
Um zu verhindern, dass Gewinne internationaler Unternehmen in Tochtergesellschaften in Ländern mit hohen Steuersätzen verringert werden, indem diesen von der Muttergesellschaft hohe Finanzierungskosten aufgebürdet werden, bestehen komplizierte Regeln zur Gesellschafter-Fremdfinanzierung, die im Rahmen der Unternehmensteuerreform 2008 in Deutschland angepasst werden sollen.

## Mietrecht
Die Finanzierungskosten stellen im deutschen Mietrecht keine Nebenkosten dar, die auf den Mieter umgelegt werden können. Lediglich im Bereich des sozialen Wohnungsbaus werden die tatsächlichen Finanzierungskosten in der so genannten Kostenmiete berücksichtigt (§ 8a WoBindG).